# IRA暫定派
アイルランド共和軍暫定派（英: Provisional Irish Republican Army）は、アイルランド民族主義者の私兵組織。日本語ではIRA暫定派、英語ではPIRAまたは俗にプロヴォ（英: the Provos）と略されることが多い。

## 概要
IRA暫定派は、1969年にアイルランド共和軍(IRA)主流派から分裂して結成された。自称は「IRA」（アイルランド共和軍、アイルランド義勇軍、Óglaigh na hÉireann) であるが、アイルランド共和国の正規軍であるアイルランド国防軍を含め、歴史上複数の組織が「IRA」を名乗っている。支持者からは単にジ・アーミー、またはザ・ラーなお「Provos」の単数形「Provo」は組織の一員を指す。
これまでに一般市民および警察官、英軍兵士へのテロ事件を惹き起こしていることから、アイルランド、イギリス、アメリカ合衆国など多くの政府によってテロ組織と認定されている。1969年の創設以来、暫定派は自身の存在目的をアイルランド全島を統治する単一統治国家としての「統一アイルランド」建国であると宣言しており、これは武装闘争によってのみ解決されると主張していた。しかし1990年代になり北アイルランド紛争の政治的解決が進められるようになったことを受け、2005年7月28日にIRA軍事協議会から全面的な武装解除と平和的手段への転換が発表された。

## 歴史

統一アイルランド

### 1969年のIRA分裂まで
IRAの起源は、19世紀の始めに英国統治下にあったアイルランドの独立を目的に設立されたアイルランド義勇軍である。このアイルランド義勇軍は第一次世界大戦中のイースター蜂起において主導的な役割を果たし、大戦終結後に発生したアイルランド独立戦争においてアイルランド共和国 (Irish Republic) 暫定政府の正規軍として認められた。現在のアイルランド国防軍はここに端を発している。また、IRA暫定派の「暫定」とは、この暫定政府にちなんでいる。
独立戦争の講和条約である英愛条約においては、アルスター6県を北アイルランドとして英国統治下に残留させること、新たに建国されるアイルランド自由国をイギリス連邦傘下の自治国とすることなどが取り決められた。アイルランドではこの条約の賛否を巡って、穏健派と強硬派との間にアイルランド内戦が勃発した。この内戦に敗北した条約反対派のIRAメンバーは、北アイルランド政府およびアイルランド自由国は非合法であると非難し、統一アイルランド「正統政府」の設立を主張するようになった。
1960年代後半になると、アメリカ合衆国の公民権運動の影響がヨーロッパにも及び、北アイルランドにおいて政治的に差別されていたカトリック教徒と北アイルランド政府との対立が深刻化し始めた。1969年12月に行われたIRAの特別軍事会議は、アイルランド共和国議会への参加の是非と北アイルランド問題への対応を巡って激しく対立した。マルクス主義の影響を受けていた主流派はオフィシャルIRAを組織して穏健主義を掲げたが、北アイルランドのカトリック・コミュニティを実力で守ることを選んだメンバーによってIRA暫定派が結成されることになった。

### IRA暫定派の創設

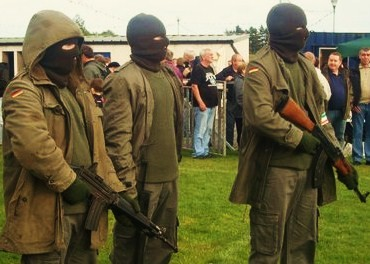
IRA暫定派のメンバー

オフィシャルIRAは1950年代に実行されたボーダー・キャンペーンの失敗を引き合いに出して、IRA暫定派の動きを分派主義者による無謀な賭けであるとして非難した。オフィシャルは労働者の間に政治的基盤を形成して政治的な解決を図ることを模索していた。それに対して暫定派は、武力を用いなければ北アイルランドのカトリック教徒を保護できないと主張し、北アイルランド政府への積極的な攻撃を指向した。暫定派はオフィシャルIRAの「コミュニスト的傾向」を批判し、伝統的なアイルランド共和主義の考えに則って北アイルランド政府はもちろんのこと、アイルランド共和国の正当性をも否定していた。
IRA暫定派が結成された際に、当時アイルランド共和国政府を率いていたフィアナ・フォール（アイルランド共和党）の閣僚が暫定派に資金を提供していたとのスキャンダルが持ち上がったことがある。捜査は明白な証拠が発見されないまま終わり、事件の真相は現在も明らかとなっていない。
暫定派結成時の指導者にはIRAの「参謀長」を務めた経験のあるショーン・マックスティオファンやシン・フェイン暫定派の初代党首であるRuairí Ó Brádaighなどがいた。この他にはDáithí Ó Conaill、Joe Cahillなどがおり、これらのメンバーによってIRA軍事協議会が構成された。設立宣言はイースター蜂起において発表されたアイルランド共和国 (Irish Republic) 暫定政府の設立宣言書に酷似しており、自身の正当性を主張する意図が読み取れる。
行動方針は1969年以前のIRAのものをほぼ採用した。それによると、北アイルランドのイギリス統治はもちろんのこと、アイルランド共和国 (Republic of Ireland) をも非合法であるとしており、上に挙げた暫定政府の正規軍であると認められていたIRA軍事協議会こそが統一アイルランド (Irish Republic) の正統政府であるとされている。このような正閏論的な主張は1986年に撤回されたが、IRA暫定派の政治組織であるシン・ファインは英国君主への宣誓を拒否して現在も英国下院への登院を拒み続けている。
北アイルランド社会が混迷さを深めてゆくにつれ、オフィシャルIRAとIRA暫定派は共に武装闘争を視野に入れ始めた。自身の行動規定を「防御的」であると主張していたオフィシャルIRAとは異なり、IRA暫定派はプロテスタント主体の北アイルランド政府に対して攻撃的な姿勢をとった。アイルランド共和主義者の間では当初オフィシャルIRAに対する支持がより大きかったが、1972年にオフィシャルIRAが無期限停戦を発表すると、次第にIRA暫定派へ支持が集まっていった。1971年頃になると、暫定派は北アイルランドにおけるIRA組織とその他の地域における活動的メンバーをほぼ手中に収めていた。北アイルランドの若者の間では暫定派への参加が増加しており、このような若者たちは69ersという名称で呼ばれていた。暫定派は政治組織としてシン・フェイン暫定派を有していたが、初期には政治活動の有効性に対して強い疑問を抱いており、軍事行動へと邁進していった。

## 構造
IRAの組織は階層構造が基本となっている。一般構成員は義勇兵 (óglaigh) と称されている。初期にはそれぞれの出身地に従って「中隊」にわけられていた。 複数の中隊により「大隊」、さらに「旅団」が形成された。
1970年代の後半になると、このような地区ごとに区分けされたグループ構造は廃止された。これは警察による摘発に対して非常に脆弱であった為であった。代わってより小規模な「単位細胞」が設けられ、補給局長によって直接指揮されるようになった。中隊制度はカトリック居住区における警備活動や武器の隠匿において利用されている。このような組織改革には例外もあり、IRA暫定派南アーマー旅団においては伝統的なヒエラルキーと中隊組織がとられていた。
組織を構成する全ての階層からの代表によって最高意思決定機関であるIRA総軍会議 (IRA General Army Conventions) が開催される。1969年以前のGACsは定期的に開催されていたが、後には取り締まりの強化もあって不定期化された。
GACでは12名の幹部が選出され、その中からさらに7名のメンバーでIRA軍事協議会が構成された。日常的な決定事項はこの軍事協議会において決定され、組織のリーダーである「参謀長」の選出も担当していた。
参謀長は自身の「高級副官」および、複数の部局により構成される「参謀本部」メンバーを選出する。参謀本部はIRA補給局長の他に、経理、工作、訓練、情報、広報、作戦、防諜の各担当で構成されていた。
地区別には北アイルランドおよびそれに隣接するアイルランド共和国の県を担当するIRA北部コマンドと、それ以外のアイルランド島を担当する南部コマンドに分割されていた。この他にはグレートブリテン島とアメリカ合衆国にも支部を有しているとされている。

## 活動歴

### エスカレーション
暫定派が採用した紛争初期における戦略は、北アイルランド政府に対して攻撃を仕掛け統治体制を崩壊させ、さらに当時北アイルランドで治安維持任務を果たしていた英陸軍への攻撃によって、北アイルランドから手を引くべきだとの世論を形成させて英国政府の政策を変更させるというものであった。ショーン・マックスティオファンはこの戦略を「エスカレーション、エスカレーション、さらなるエスカレーション」と表現している。これはIRAが1919年から1922年にかけてのアイルランド独立戦争において採用したものの模倣であり、「Victory 1972」とのスローガンが付されていた。1970年7月にはベルファストのロウアー・フォールズ地区において、3000名の英軍部隊とIRAとの間に三日間に渡る銃撃戦が展開された。その後も散発的にナショナリストとユニオニストの攻撃が繰り返された。1972年1月にはデリーで行われていた北アイルランド公民権協会のデモに英軍の落下傘連隊の兵士が発砲し、14名の市民が死亡する血の日曜日事件が発生している。
しだいに激化してゆく紛争とは別に、IRA暫定派は1972年に英国政府と秘密会談を持ち、北アイルランド問題の妥協と休戦を巡って交渉していたことが判明している。暫定派は同年の6月26日から7月9日まで一時的な休戦をおこない、同月にマックスティオファン、Dáithí Ó Conaill、Ivor Bell、Seamus Twomey、ジェリー・アダムズとマーティン・マクギネスが英国政府代表で北アイルランド担当相であったウィリアム・ホワイトローと会談した。暫定派の指導者達は英国陸軍部隊の撤退とIRAの逮捕者の釈放を要求したが、英国政府はこれを拒否し、会談は物別れに終わった。会談後の7月21日に暫定派はベルファストで連続爆弾テロを実行した。（血の金曜日事件）この年だけで1,300件もの爆弾テロを実行しており、100名の英軍兵士が殺害されている。混乱の中でベルファストとデリーのカトリック居住地区のほとんどが暫定派の支配下に入り、北アイルランド警察に代わって暫定派が警察活動を行うようになった。

### エール・ヌアと1975年の休戦
この時期に暫定派が採用していた最終目標は、北アイルランドとアイルランド共和国政府の廃止、それらに代わる全アイルランド島を統治する連邦制の分権的国家の創設であった。「新しいアイルランド」を意味するエール・ヌア (Éire Nua) と呼称されていたこの政策は1980年代にジェリー・アダムズによって破棄されるまで継続された。英軍がカトリック地区を奪還して哨戒ポストを設けるようになると、暫定派は兵士への攻撃を長距離からの狙撃や車爆弾へとシフトしていった。さらに田舎においては側溝に設置された遠隔操作式の爆発物で英軍兵士の移動車両を爆破したため、兵士はヘリコプターのみで移動をせざるを得なくなった。
これらの精力的な活動にもかかわらず、1970年代の半ばになると、圧倒的な装備を有する英軍に対して暴力的な活動を用いて勝利を収めることが不可能である事が認識され始めた。それと同時にイギリス政府としても、IRA暫定派の勢力を削減させることができるのか不透明であった。IRA指導者のRuairí Ó BrádaighとBilly McKeeおよびイギリス政府の北アイルランド担当相Merlyn Reesは3年前と同様に秘密会談を行い、1975年2月から翌年1月までの暫定的停戦を約束した。ナショナリストはこれを英軍の撤退の切っ掛けであると考えていたが、英国政府は言質を与えたつもりがなかった。ジェリー・アダムズは指導部を批判し、平和が続けばそれだけ組織内へのスパイの潜入を招くだけだと主張した。停戦期限の翌年1月になると休戦は延長されなかった。

### 「長期戦」
その後はジェリー・アダムズがIRAの指揮権を獲得し、「長期戦」戦略を採用した。アダムズはまずIRAの組織を改革し、スパイの潜入を防ぐために少人数からなる細胞を結成させた。そして従来のテロ活動と並行してシン・フェインを利用した政治活動を積極的におこなった。1980年代初期の文書には「シン・フェインとIRAは別組織ではあるが、自由獲得という目標に変わりはない。IRAは武装闘争を担当しよう…。シン・フェインはプロパガンダ闘争を受け持ち、運動の民衆、政治的な側面を担当する。」との言葉がある。暫定派の訓練マニュアルであるグリーン・ブックでは長期戦戦略を次のような言葉で表している。
1. 消耗戦によってできるだけ多くの犠牲を与え、イギリス本土の国民に北アイルランドからの撤退を訴えさせる。
2. 敵の経済権益に対する爆弾テロは、長期的に見ると我が国への投資を減少させる為に不利益である。
3. アルスター6県を奪還する方法は．．．植民地における軍事的支配以外には統治不可能とすればよい。
4. 戦争を持続させ、それへの支援を得るためには、国内外におけるプロパガンダと広報運動が肝要である。
5. 自由を求める闘争においては犯罪者、コラボレイター、スパイを罰しなければならない。

1979年8月にはエディンバラ公爵フィリップの叔父にあたるルイス・マウントバッテンがアイルランド北西部のドネゴール湾での遊覧中に殺害された。この事件に対してはアイルランド共和国においても強い非難が巻き起こった。

### ハンガー・ストライキと政治への傾斜
IRA暫定派の囚人は1977年に政治犯としての権利を剥奪され、組織犯罪の従事者として扱われていた。これに対して500名以上の囚人が衣服の洗浄を拒否するブランケット・プロテストをおこない始めた。この抗議の延長として1981年には受刑者によるハンガー・ストライキが行われ、7名のIRAメンバーと3名のINLAメンバーが衰弱の末餓死した。この事件は一般民衆の間に高い関心を呼び起こし、死者の内の一人ボビー・サンズは英国下院議員に、他のメンバー二人はアイルランド議会議員に選出されるほどであった。受刑者への支援の為にアイルランド中でデモが行われ、ボビー・サンズの葬儀には合計10万人もの人々が参列した。これらの反Hブロック運動に基づいて1981年の選挙戦にも成功を収めた暫定派は、より多くのエネルギーをシン・フェインをとおした政治活動に注ぐようになった。ダニー・モリソンは1982年のシン・フェイン党年次総会において、「片手には投票箱を、もう片方にはアーマライトを」との言葉を残している。

### 「TUAS」と和平戦略
1980年代になると一時的にTet Offensiveと称される攻撃的戦略を採用した。これに対して支持がえられなかったことから、指導部は政治活動に集中する意思を固めた。シン・フェイン党首となっていたジェリー・アダムズはカトリック穏健派である社会民主労働党のジョン・ヒュームと協力体制をとり、さらにはイギリス政府の関係者とも秘密会談をおこなった。アダムズはシン・フェインとIRA暫定派との密接な関係を否定し、IRAのテロ活動に対してはノーコメントをつらぬいた。ナショナリストはこのような政治運動への傾斜をTUAS（武装闘争の戦略的使用 (Tactical Use of Armed Struggle) および全般的非武装戦略 (Totally Unarmed Strategy) の頭文字）と呼称していた。
1994年に休戦を発表し、それに合わせてシン・フェインも政治的妥協に向けた話し合いを開始した。この協議が不調に終わると1996年2月に休戦を破棄し、複数回の爆弾テロ事件または狙撃事件を起こしたが、7月に再び一方的休戦に入り、英国政府側の北アイルランド担当大臣モー・モーラムの献身的な努力も奏効し、和平交渉が進展して1998年にベルファスト合意が調印された。

### ベルファスト合意
ベルファスト合意では北アイルランドにおける全ての私兵組織が2000年5月までに武器を放棄して休戦することが取り決められた。IRAの武装放棄の監視役には2001年10月に設けられたカナダの退役将軍であるジョン・ド・シャステレンが率いる独立国際武装解除委員会があたった。しかし2002年に北アイルランド議会議事堂内での双方のスパイ活動などが原因となってストーモント議会が無期限停止されると、IRAは将軍との約束を一旦破棄した。この事態を受けて民主統一党と社会民主労働党さらにはアイルランド共和国政府のバーティ・アハーン首相や主要メディアはこぞって暫定派を非難し、武装放棄のみならずIRA暫定派の解体が必要であると主張されるようになった。
2004年12月には民主統一党が武装放棄を裏付ける写真撮影などの証拠を求めた為にIRAの態度は硬直化した。2005年2月にはIRAは武装放棄を取りやめると声明したが、同年7月に再び武器廃棄を開始すると宣言した。

### 武装闘争の終焉
2005年の7月28日にIRA暫定派の軍事協議会は武装闘争の放棄を宣言した。Séanna Breathnachによって読み上げられた宣言では、全てのメンバーが武器を捨て、平和主義的な手段によって、完全に政治的かつ民主的なプログラムを遂行すると述べられていた。それと同時に武装解除委員会と協力して「公衆にも信頼されるような方法でできるだけ速やかに」武装解除を実行すると約した。
これまでのIRAの歴史の中で、アイルランド内戦終結後やボーダー・キャンペーン終了後の1962年にもIRA軍事協議会は同様の命令を発したことがある。しかし全てのアイルランド民族主義団体が武装放棄を自発的に開始したのはこれがはじめてであった。
9月25日に外国政府から派遣された代表団がIRAの武装放棄を確認した代表団のリーダーであるド・シャステレンは報道されていない場所において武器の破壊を確認し、この過程を詳細に伝えた。彼は武器が使用不可能となったと述べ、IRAの全ての武器が破壊されたことに満足していると述べている。
IRAは二人の証人に武器破壊のプロセスを確認させている。一人はメソジスト派の牧師で、もう一人はジェリー・アダムズと関係があるカトリックの神父である。民主統一党の党首であるイアン・ペイズリーはこれらの証人は暫定派によって指名された者たちであり、完全には信頼できないと述べている。

## 活動の詳細
北アイルランド紛争の初期には貧弱な武器しか有していなかったIRA暫定派は、1970年代にアメリカ合衆国やリビアからの輸入によって近代的な武器を数多く入手した。当初は北アイルランドのカトリック地区における活動家への武器の供給や、ロイヤリスト組織との街路における抗争を行っていた。このような活動は北アイルランドのカトリック教徒から支持を集め、ロイヤリストの侵略を阻止する守護者と見なされていた。しかし1970年代にはいると、イギリス陸軍や王立アルスター警察隊 (RUC)、アルスター防衛連隊 (UDR) などを標的にした攻撃的なテロ活動に従事するようになるなど、1970年代の前半に活動の最盛期を迎えた。それと同時にIRA内での内部対立が激化し、1976年にはキングスミルの虐殺事件として知られるテロ事件を引き起こした。さらに勤務中でないRUCやUDRのメンバーを繰り返し殺害した。
IRA暫定派は主に北アイルランドにおいて活動していたが、一部のテロはアイルランド共和国やイギリス、さらにはその他の国においても引き起こされた。イギリス政府の高官や政治家、裁判官、警察官などを狙ったテロがイギリス国内の他西ドイツ、カナダ、オランダ、オーストラリアにおいて引き起こされている。地方自治権委譲を中心とするアルスター化による問題解決を模索していたイギリス政府がシン・フェインと妥協する過程で、テロがどの程度政策に影響を与えたかについては現在も議論が行われている。
IRA暫定派が何らかの声明を発表する際には、常に、ダブリンにおけるIRA宣伝部のP・オニールを名乗る偽名の署名を使用している。これはRuairí Ó Brádaighによると、この署名を思いついたのは参謀長を務めたマックスティオハンであるが、1641年に発生したアイルランドの反乱の指導者Phelim O'Neillとの関連性はないだろうとも述べている。ユニオニストにはPがピノキオの頭文字であると述べて、暫定派声明の真実性を当てこする者もいる。

### 組織の規模
1970年代に暫定派への新規参加者が増加し組織は数千人規模になった。その後1977年以降に行われた組織改革の結果メンバー数は減少した。王立アルスター警察隊は1986年のレポートの中で暫定派の主要な活動家は300名前後、さらに750名の構成員が存在するとしている。この数字にはアイルランド共和国におけるメンバーは加味されていない。2005年にアイルランド共和国の司法大臣マイケル・マクダウェルはアイルランド議会において暫定派に所属する活動家は1000人から1500人であると説明している。『The Provisional IRA』によると約8000名が紛争期になんらかのIRAの役職に就いた経験があり、その多くは逮捕後に組織を離れたとしている。近年は脱退者が続く一方で、テロを現在も奉じているコンティニュイティIRAや真のIRAへ過激派メンバーが流出しており、組織の減少傾向が続いているとされている。マクダウェル大臣によるとこれら過激派の総数はそれぞれ150名程度である。警察の捜査や情報機関による浸透工作によって暫定派は弱体化しているが、現在でもテロを実行できる能力を保持していると見られる。

### その他の活動
暫定派はテロを中心とした武装闘争とは別に、一般犯罪にも関与していることが知られている。アイルランド司法省の大臣マイケル・マクダウェルによるとIRA暫定派は南北アイルランド双方において組織犯罪に関与しており、密輸、非合法な煙草販売、脅迫、資金洗浄などを行っていると報告している。これらの捜査の過程において6名のアイルランド警察警察官と1名のアイルランド国防軍兵士が殺害された。北アイルランド紛争の最中には、暫定派は北アイルランドのカトリック地区における警察組織として機能しており、「警察活動」の一環として英軍に協力した60人あまりのカトリック教徒を殺害し、麻薬のディーラーなどの犯罪者に対し鞭打ちなどをおこなった。組織の裏切り者に対しては、拳銃で膝を撃つニーキャッピングと称される罰を課していた。攻撃の矛先は他のナショナリスト組織にもおよび、1970年代にはオフィシャルIRAが、1990年代にはアイルランド人民解放組織が標的にされた。

### 武器

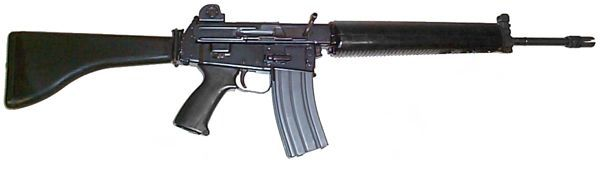
AR-18

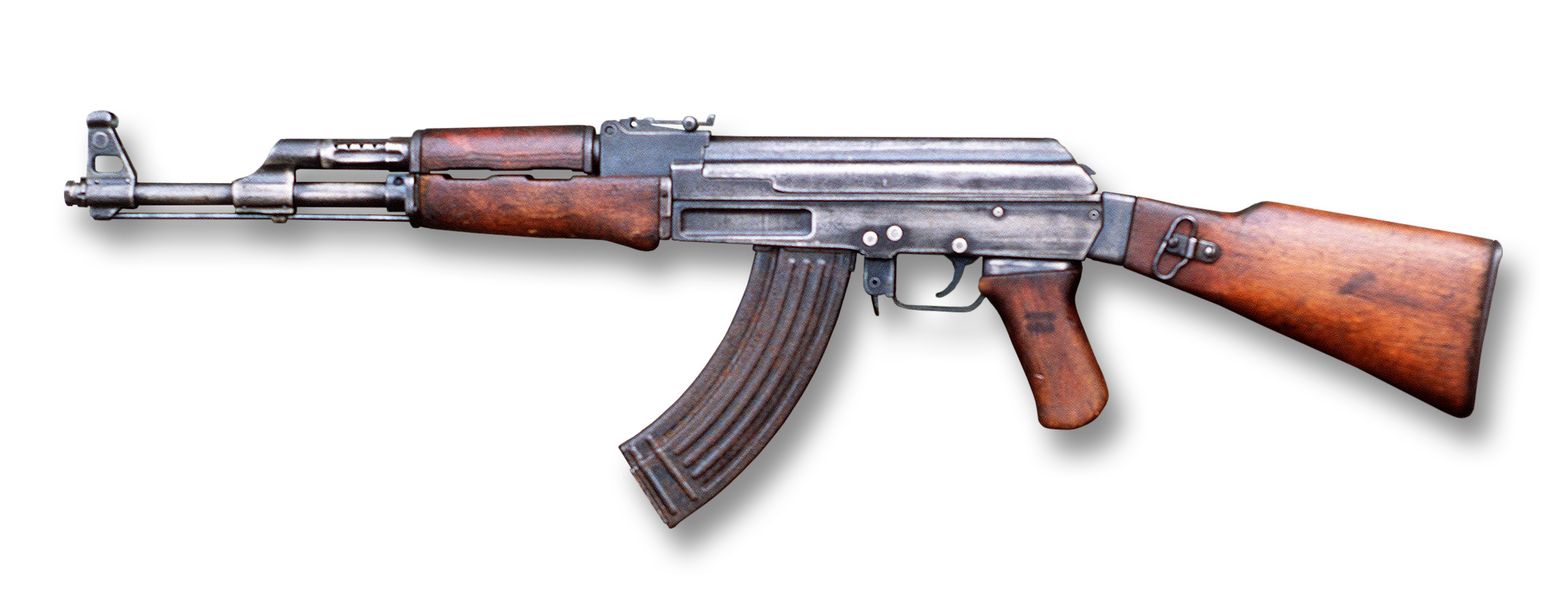
AK-47 II型

北アイルランド問題以降、M1ガーランドやトンプソン・サブマシンガンのような第二次世界大戦の時に使われていた銃器を保有していたIRA暫定派はアメリカの支援団体「ノー・レイド」やカダフィ政権下のリビアから近代的な武器を調達していた。アメリカで市販されていたAR-18やAR-15などの民間用自動小銃や拳銃などを入手し、1971年には700丁もの銃火器(後にアイルランド系武器商人のジョージ・ハリソンによって後に2500丁に増えた)、2トンの爆薬、157000発もの弾薬といったアメリカ製武器を調達していたと言われている。また、リビアからは1000丁以上のAK-47やRPG-7、火炎放射器、地対空ミサイルなどが供給された。

### 武装放棄
1994年8月にIRA暫定派は無期限休戦を発表する。この休戦は、その後の和平交渉の不調を理由として96年2月9日のロンドン、ドックランズでの爆弾をもっていったん撤回されたが、暫定派は翌97年7月に再び休戦し、これが今日まで継続している。つまり、1994年の休戦でIRA暫定派の活動が完全に終わったわけではないが、これによってその後の方向が決定付けられたと考えてよい。その後はさまざまな局面をみることとなったが、暫定派は2005年7月28日にすべての武装活動の停止を宣言し、同年9月には武器放棄の完了が確認された。
2005年7月から9月にかけて行われた武器放棄において、次に挙げる武器が破壊された。
- 小銃 - 1,000丁
- セムテックス - 3トン
- 重機関銃 - 20-30挺
- 地対空ミサイル - 7基
- 火炎放射器 - 7個
- 起爆装置 - 1,200個
- 対戦車ロケット弾 - 20発
- 軽機関銃 - 100挺
- 手榴弾 - 100個以上

ただし、2006年2月の独立国際武装解除委員会報告書では、イギリス政府の情報機関筋はいまだ一部のIRAメンバーが火器を使うことができる状態にあると主張していると報告され、委員会としてもその主張を否定していない。

## 犠牲者
北アイルランド紛争において最も多くの犠牲者を出す原因となった組織はIRA暫定派であった。カトリック教徒および市民、外国人にそれぞれ限ってもIRA暫定派による犠牲者が最も多い。紛争の犠牲者数を巡ってはこれまでに二つの研究がなされている。一つはアルスター大学のCAINプロジェクトで、1800人がIRA暫定派によって殺害されたと推定している。その内1100人が治安当局のメンバーであった。これにはイギリス陸軍、王立アルスター警察隊（RUC)、アルスター防衛連隊(UDR)などが含まれている。その他の死者の内600から650名はナショナリストとロイヤリスト双方の私兵組織であった。この中には自身の爆弾により死亡したIRA暫定派メンバー100名あまりも含まれている。負傷者としては英軍、RUCとUDRの合計が6000人、市民が14000人以上と推計されている。それに対してIRA暫定派側の死者は300名弱でそれに加え50から60名のシン・フェイン党員が殺害された。IRA暫定派メンバーの多くは逮捕されて刑務所に収監されている。ジャーナリストのイーモン・マリーとパトリック・ビショップは著書の『The Provisional IRA』の中でその数を8000から10,000と見積もっている。

## 外部との関係

### 一般からの支援
IRAに対する一般の支援はどの程度の役割を果たしたのかについてははっきりとしない。IRAの政治組織であったシン・フェインは1980年代以前には選挙に参加していなかった。それ以後も北アイルランドの選挙においてはナショナリストの支持は穏健派の社会民主労働党へと集まっていた。1981年に行われたIRAメンバーによるハンガー・ストライキはシン・フェインに対する支持を集め、1983年の英国下院議院選挙においては、北アイルランドに住むカトリックの43%、10万5千もの人々がシン・フェインの候補に投票したのに対して、社会民主労働党は3万4千票しか得られなかった。1992年の総選挙では社会民主労働党が184,445票でシン・フェインが78,291票を得たが、議席は得られなかった。1993年の北アイルランド地方選挙においては社会民主労働党が150,000票、シン・フェインが80,000票であった。これらの結果からは、北アイルランド紛争中における選挙においてカトリック教徒は一貫して穏健派を支持していたことがわかる。1998年にベルファスト合意が形成され、シン・フェインが武装闘争への支持を撤回した後になるとシン・フェインが第一党となっている。プロテスタントがカトリック政党へ投票することはほとんどないが、1992年の選挙におえける西ベルファスト選挙区においては、ユニオニスト政党の候補を避けてジョー・ヘンドロンに票が集まった。これは同選挙区において立候補していたジェリー・アダムズを落選させるためであった。
全体から見ると比較的少数ではあるが、北アイルランドにはアイルランド共和主義に起因するIRAへの根強い支持が存在する。ベルファストやロンドンデリーにおけるカトリック教徒労働者層、特に北部および西部ベルファストとロンドンデリーのBogsideとCregganが中心であった。以前から共和主義者の地盤であった東ティロン、ロンドンデリー県南部などでも暫定派への支持が見られる。このような地域は、IRA暫定派への参加者の出生地、武器の保管場所、メンバーのセーフ・ハウスとして利用されていた。
アイルランド共和国においても、その結成時から暫定派に対するある程度の支持が存在した。しかし暫定派によるテロで一般市民が殺害される事件が頻発するようになると支持は次第に失われていった。1987年にエニスキレンの記念碑において開かれていた第一次世界大戦の休戦記念日の式典におけるテロ事件や、ワリントンでのテロで子供二人が殺害された事件では、ダブリンのオコンネル・ストリートに数万人もの人々が集まり紛争終結とIRA非難のデモをおこなった。IRAが活発に活動している時期には、シン・フェインへの投票も減少する傾向が見られた。例えば1981年のアイルランド総選挙においては、シン・フェインの得票率は5%であったが、1987年になると1.7%にまで減少した。1998年のベルファスト合意後になり、シン・フェインへの支持は増加している。
シンフェインは現在北アイルランド議会の全108議席中24議席を獲得している。英国議会下院においては18議席が割り当てられている北アイルランドの議席中5議席が党員である。アイルランド共和国議会においては166議席中の14議席を占める。近年におけるシン・フェインへの支持の増加は、IRA暫定派の休戦が影響しているとの見方が強い。

### 他国からの支援
IRA暫定派は一部の外国政府や非合法組織と関係している。リビア政府は1970年代から1980年代中期にかけてIRA暫定派に対し資金と武器を提供していた。アイルランド系アメリカ人の民族主義者によって組織されたNORAIDからも援助されていたことも分かっている。以前に大きな割合を占めていたアメリカ合衆国からの支援は、アメリカ同時多発テロ事件以後に取り締まりが厳しさを増した為に減少している。2004年にはカトリック教徒の一般人であったロバート・マッカートニーがパブでの喧嘩でIRAメンバーに殺害される事件が発生した。現場にいた他のメンバーが法医学的な証拠を破壊し、さらに証人を脅すなどしたためIRAへの支援はさらに減少した。
アメリカ合衆国においては1982年11月に武器をアイルランドに密輸しようとしたIRAメンバー5人が逮捕されている。彼らはCIAの許可を得ていたと証言したが、CIAではこれを否定している。英国諜報部MI5のスパイとして働き、ソビエト連邦から亡命したワシリー・ミトロヒンは、東ドイツのシュタージとの関係を証言した。さらに彼はKGBがオフィシャルIRAに武器を供給していたとも述べている。最近ではキューバのDGIとの関係も報告されている。パレスチナ解放機構 (PLO) やヒズボラは訓練施設などを提供した。『the Provsional IRA』はサンディニスタ民族解放戦線やバスク祖国と自由などとの関与も指摘している。都市型ゲリラ戦のノウハウをこれらのテロ組織と共有することが目的であったと考えられている。2001年にはコロンビアのボゴタにおいてIRAの爆発物専門家が逮捕され、コロンビア革命軍に爆弾製造の手順とゲリラ戦のノウハウを教えていたと報道された。

### 官憲の浸透工作
IRA暫定派にはその設立直後からイギリス政府の対テロ部署からスパイが送り込まれており、それ以外にも警察へ情報を流していた者がいた。このような「裏切り者」が発覚すると、軍法会議にかけられて処刑された。IRA暫定派では合計63名のメンバーを処刑している。
初めての大規模な浸透が発覚したのは1975年に発表された休戦後であった。翌年に休戦が破棄されると、多くのIRAメンバーが内部情報に基づいて逮捕された。1980年代にも多くのメンバーが密告者の証言によって逮捕され懲役に処されている。アイルランド共和国におけるIRA暫定派指導者であったショーン・オキャラハンはアイルランド警察に情報を流していた事が判明し、イギリス政府によって保護されている。
IRAの高官がイギリス情報機関のスパイであったとの報道が盛んになされるようになった。例として2003年にはイギリスの情報機関Force Research Unitに雇われていた暗号名「ステーキナイフ」がIRA高官のフレディー・スカッパティッチであったと報道された。組織内で防諜局長を務めていた彼はスパイの殺害容疑で告訴されていたが、この報道を否定して名誉毀損裁判を起こしている。2005年にはシン・フェインの高官デニス・ドナルドソンがイギリス政府当局のスパイであったと告白して党を除名されている。ドナルドソンは2006年4月にドネゴール県で射殺されているのが発見された。
IRA暫定派が採用することになった和平戦略はこれら警察のスパイによって提案、採用されたのではないかとの疑惑が持ち上がっている。ジャーナリストのエド・モロニーは自著の中でこの問題について言及している。